# Chiesa di San Vincenzo (Viganò)
La chiesa di San Vincenzo è la parrocchiale di Viganò, in provincia di Lecco ed arcidiocesi di Milano; fa parte del decanato di Missaglia.

## Storia
La prima citazione d'una cappella a Viganò risale al XIII secolo ed è contenuta nel Liber Notitiae Sanctorum Mediolani, in cui si legge che era filiale della pieve di Missaglia; una siffatta situazione si riscontra pure nella Notitia cleri del 1398, in cui la chiesa risultava la sede della società dei sacerdoti plebana, e nel Liber seminarii del 1564, in cui era citata come rettoria
Intorno al 1590 l'edificio fu ristrutturato per volere del parroco Carlo Pirovano, che fece ricostruire anche il campanile; pochi anni più tardi, nel 1603, fu nuovamente sottoposto a lavori di restauro in seguito alla costituzione della confraternita del Santissimo Sacramento, cui fu affiancata successivamente la confraternita del Santissimo Rosario, come testimoniato dalla visita pastorale dell'arcivescovo di Milano Giuseppe Pozzobonelli del 1757.
Nel 1840 l'antica chiesa fu interamente riedificata su progetto dell'architetto Francesco Peverelli, conservando soltanto l'altare maggiore settecentesco e il campanile cinquecentesco; altri importanti lavori furono eseguiti negli ultimi anni del secolo, quando il tempio neoclassico fu allargato da una a tre navate, su disegno di Innocente Pirovano. 
Dalla relazione della visita pastorale del 1898 dell'arcivescovo Andrea Carlo Ferrari si apprende che il numero dei fedeli era pari 1000 e che la parrocchia di San Vincenzo, avente come filiali gli oratori del Santissimo Crocifisso e della Beata Vergine Assunta, era ancora sede della confraternita del Santissimo Sacramento.
Con la suddivisione territoriale dell'arcidiocesi stabilita tra il 1971 e il 1972 dal cardinale Giovanni Colombo, la parrocchia confluì nel decanato di Missaglia.

## Descrizione

### Esterno
La neoclassica facciata a salienti della chiesa, rivolta a settentrione e anticipata dal pronao tetrastilo le cui colonne ioniche sorreggono il timpano triangolare, è suddivisa in tre parti: la centrale presenta il portale maggiore ed è coronata dal frontone, mentre per due ali laterali sono caratterizzate dagli ingressi secondari e finestre e concluse da balaustre.
Annesso alla parrocchiale è il campanile a pianta quadrata, la cui cella presenta su ogni lato una monofora ed è coronata dalla guglia a base circolare.

### Interno
L'interno dell'edificio è suddiviso da colonne, sorreggenti la trabeazione sopra cui si imposta la volta a botte cassettonata, in tre navate, le laterali delle quali terminano con le due cappelle dedicate rispettivamente al Santissimo Crocifisso e alla Madonna del Rosario; al termine dell'aula si sviluppa il presbiterio, coperto dalla cupola e chiuso dall'abside quadrata.
L'opera di maggior pregio qui conservata è il pannello con l'affresco di San Vincenzo, rinvenuto nel 2005 nella zona absidale.